# Бокшицкая, Елена Семёновна
Елена Семёновна Бокшицкая (12 марта 1948, Москва — 24 июля 1994, Москва) — советский и российский кинокритик. Кандидат искусствоведения (1975).

## Биография
В 1970 году окончила киноведческий факультет Всесоюзного государственного института кинематографии (мастерская В. Колодяжной). В 1988 году создала газету «Дом кино», где работала главным редактором. В 1991—1992 годах занимала должность художественного руководителя кинофестиваля «Кинотавр» в Сочи, в 1992—1994 годах — сопрезидент Гильдии киноведов и кинокритиков России.
Публиковалась во многих изданиях, в том числе журналах «Искусство кино», «Столица», газетах «Экран и сцена», «Московские новости», «Независимая газета». Редактор сценариев фильмов «Авария — дочь мента», «Похороны Сталина».

«Дом кино», каким он был задуман и создан Еленой Бокшицкой, с его весёлым куражом и отчаянным бесстрашием являлся провокативным и содержательным эстетическим жестом, и в этом его главное отличие от нынешних незатейливых таблоидов. Кроме того, Елене Бокшицкой удалось создать газету, чьё имя не было случайной вывеской на первой полосе: в доме этом кино не чувствовало себя приживалом, которого пригрели из милости. После смерти Елены Бокшицкой дом опустел, и все последующие попытки вдохнуть в него новую жизнь ни к чему не привели.
— Александр Киселёв